# Kolla tawaula
Kolla tawaula är en insektsart som beskrevs av Young 1986. Kolla tawaula ingår i släktet Kolla och familjen dvärgstritar. Inga underarter finns listade i Catalogue of Life.